# Ctenochira himachala
Ctenochira himachala är en stekelart som beskrevs av Gupta 1985. Ctenochira himachala ingår i släktet Ctenochira och familjen brokparasitsteklar. Inga underarter finns listade i Catalogue of Life.